# Блестящий (миноносец)
«Блестя́щий» — эскадренный миноносец типа «Буйный», погибший в Цусимском сражении.

## История корабля
В 1901 году миноносец «Блестящий» зачислен в списки судов Балтийского флота и заложен на судоверфи Невского судостроительного и механического завода в Санкт-Петербурге, спущен на воду 27 октября 1901 года, вступил в строй 12 августа 1902 года.

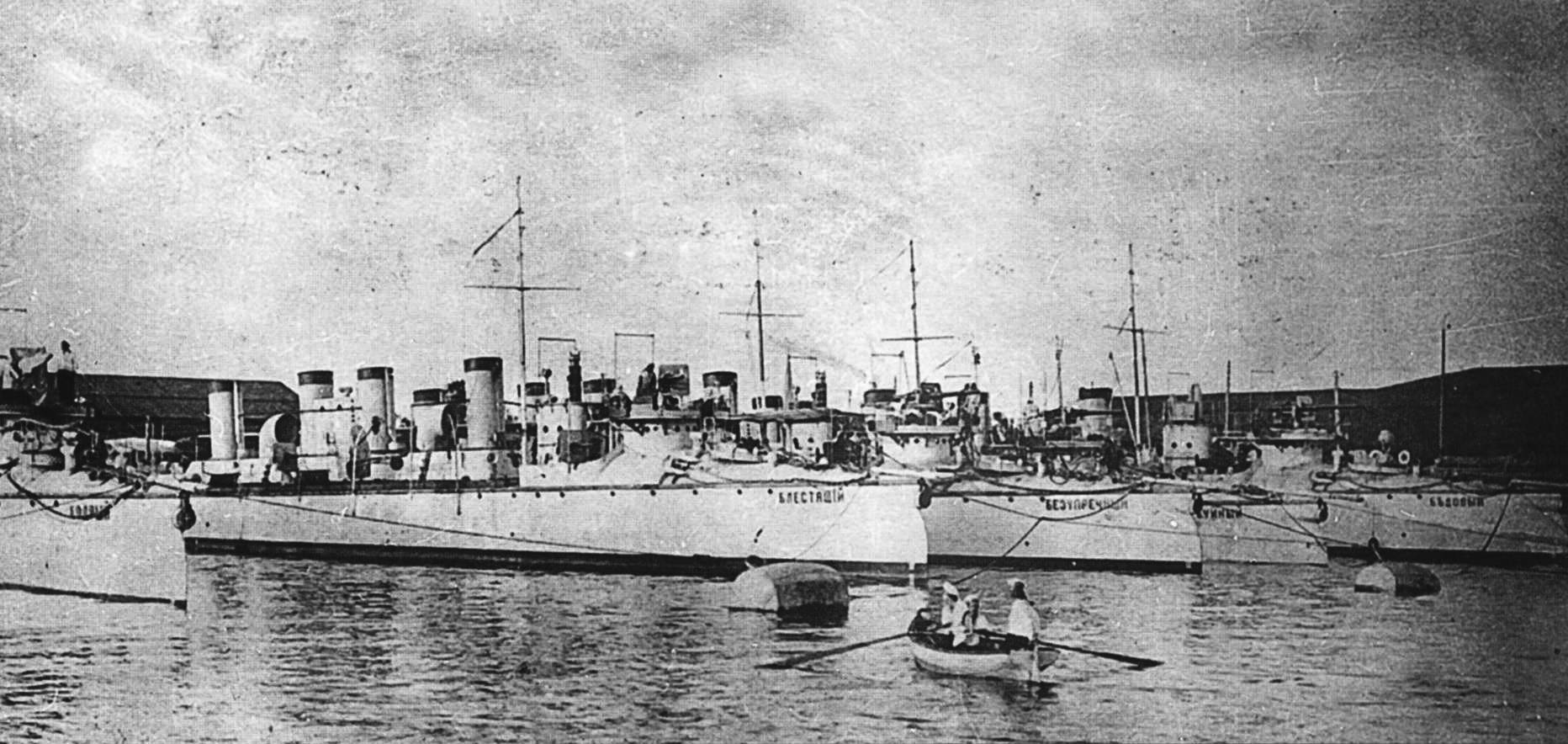
«Блестящий» в Кронштадте

После вступления в строй отправился на Дальний Восток с отрядом адмирала А. А. Вирениуса, однако с началом Русско-японской войны вернулся в Россию.
Вошёл в состав Второй Тихоокеанской эскадры и 29 августа 1904 года покинул Кронштадт под командованием капитана 2-го ранга А. С. Шамова.
Во время Цусимского сражения 14 мая 1905 года «Блестящий» держался на левом, нестреляющем борту русских броненосцев, находясь в распоряжении О. А. Энквиста. Миноносец принял активное участие в спасении команды тонущего броненосца «Ослябя» и в это время получил попадание 203-мм снаряда, разворотившего носовую часть корабля и убившего командира «Блестящего» А. С. Шамова. По некоторым данным, после этого миноносец получил ещё несколько попаданий. Удалось спасти 8 членов экипажа «Осляби». В 10 часов 5 минут вечера он встретил «Бодрый», также двигавшийся в южном направлении, который пошел ему в кильватер. С рассветом, находясь южнее Цусимы, «Блестящий» начал тонуть и, ввиду возможности появления японцев, корабль был затоплен, а его команда и восемь спасённых с «Осляби» моряков перешли на «Бодрый». Всего на миноносце погибли 3 человека.

## Офицеры
- Командир капитан 2-го ранга Шамов, Александр Сергеевич
- Минный офицер мичман Ломан, Георгий Владимирович
- Вахтенный начальник мичман Белецкий, Яков Иванович
- Вахтенный начальник мичман Зубов, Николай Николаевич
- Судовой механик поручик КИМФ Кипарисов, Александр Никодимович